# Plaza de la Verdura
La Plaza de la Verdura es una plaza de origen medieval situada en pleno centro histórico de la ciudad española de Pontevedra. Es una de las plazas medievales más bulliciosas de la ciudad.

## Origen del nombre
La Plaza de la Verdura debe su nombre al tradicional mercado de verduras, frutas y castañas que se celebraba en ella todas las mañanas, excepto los domingos y festivos. Este mercado se celebró en la plaza hasta los años 1990 y las verduras y frutas eran traídas por productores de los pueblos de los alrededores de la ciudad.

## Historia
La plaza tuvo una función comercial desde sus orígenes. Fue construida como Praza da Feira (nombre con el que aparece mencionada en 1330), es decir, como mercado, y pertenece a la segunda ampliación de las murallas de Pontevedra en el siglo XIV. En ella se ubicaba la Feira Franca, un mercado libre de impuestos creado por el rey Enrique IV de Castilla, pero pronto se quedó pequeña para albergarlo. En el siglo XV se amplió la muralla por tercera vez y se construyó otra plaza más grande para la Feira Franca, la actual Plaza de la Herrería. Así, en 1441, la Plaza de la Verdura pasó a llamarse Praza da Feira Vella (Plaza del Mercado Viejo). La plaza también se llamó Plaza del Pescado en el siglo XIX porque en ella se vendía pescado y Plaza de Indalecio Armesto de 1895 a 1996.
En el siglo XVIII, el Rastro estaba situado en la plaza. En 1887, se instaló en lo alto de la plaza una fuente de hierro fundido diseñada en Francia. En 1888, se construyó en ella una fábrica de electricidad. El 16 de marzo de 1888 comenzó la construcción de la chimenea de esta fábrica de la luz, promovida por José Riestra López, Marqués de Riestra, y el 25 de julio de 1888 fue inaugurada. Pontevedra fue así la primera ciudad de Galicia y la segunda de España en disponer de electricidad y alumbrado público, y la Fábrica de la Luz, situada en la Plaza de la Verdura, fue la primera fábrica eléctrica de todo el noroeste peninsular.
A finales del siglo XIX, la plaza no tenía árboles, pero en la década de 1920 ya estaba arbolada. La plaza fue rediseñada en 1974 por el Patrimonio Público del Estado y sufrió una profunda reforma en 2001, durante la cual se talaron sus características catalpas y se retiraron sus bancos dobles de piedra. Se reabrió el 19 de julio de 2001.
De 1997 a 2015 se celebró en la plaza un mercadillo de antigüedades.

## Descripción
La plaza tiene planta rectangular irregular y una ligera pendiente descendente hacia el lado norte. En sus lados oeste y este se alinean un total de diez árboles, cuatro cerezos silvestres y seis liquidámbar y ocho bancos de madera de doble cara.
En el lado norte, junto a la calle Sarmiento, hay una fuente de hierro fundido de 1887 y de diseño francés, decorada con flores y conchas, cuatro faunos con un caño en la boca y encima un jarrón con asas y tapa.
La plaza cuenta con tiendas y bares de tapas bajo sus soportales. En el lado sur y en la parte alta se encuentra la Casa de la Luz, sede municipal de Turismo de Pontevedra.
La mayoría de las casas de la plaza tienen arcadas. Las casas del lado oeste de la plaza son del siglo XIV, con soportales en la planta baja y uno o dos pisos. Las arcadas tienen columnas con capiteles toscanos. Casi todas las casas fueron renovadas en el siglo XVI. La última de las casas de este lado oeste, con arcos de doble altura, data del siglo XVIII.
Todas las casas del lado este fueron renovadas en el siglo XVIII sobre casas más antiguas del siglo XVI, de las que se conservan los pilares. Algunas fueron completadas en el siglo XX.  Una de las dos casas de la plaza con soportales y columnas toscanas situada junto a la farmacia (que conserva la decoración del siglo XIX), en la parte superior de la plaza, tiene una inscripción fechada en 1716.

## Edificios destacados

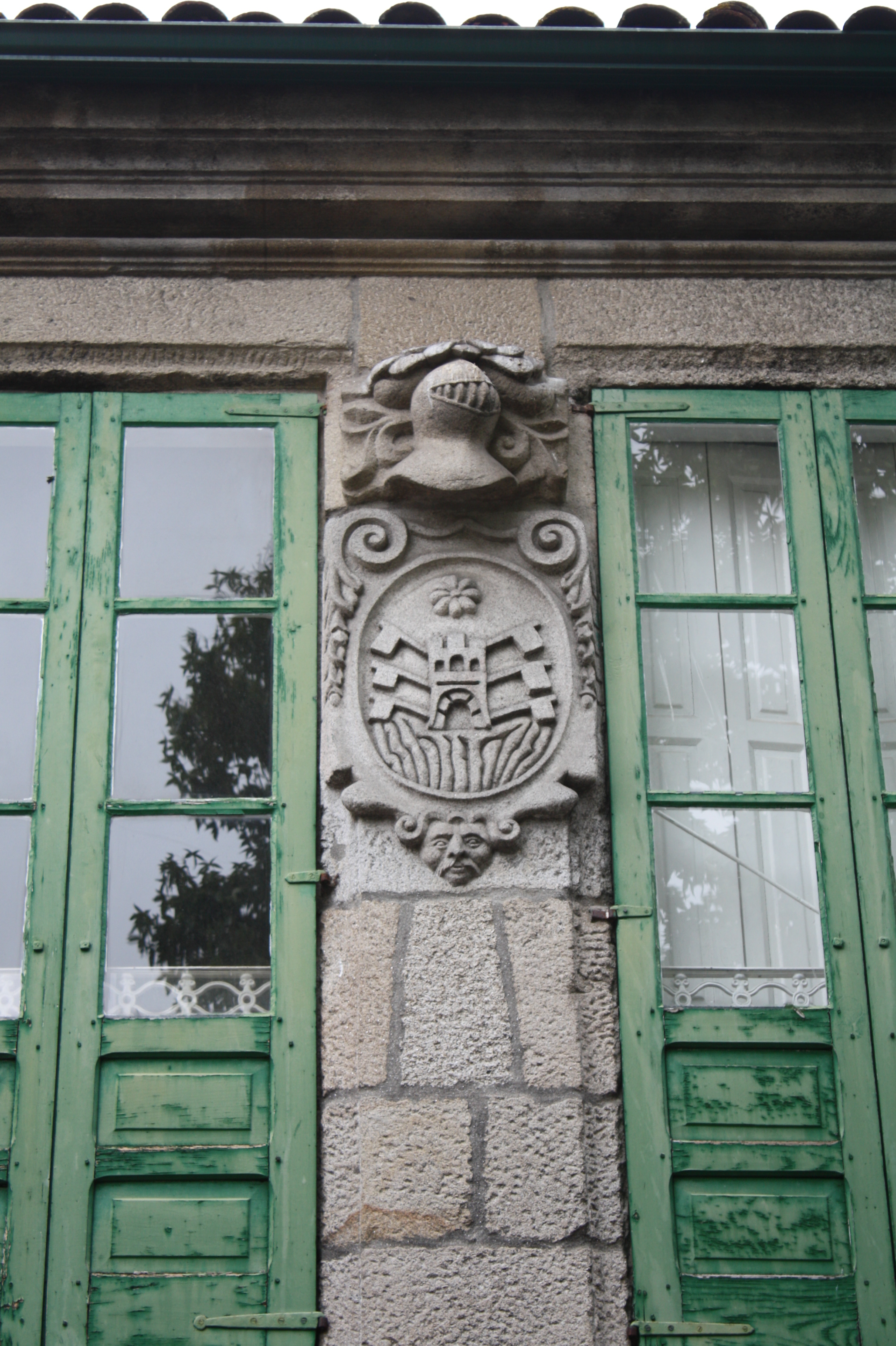
Escudo de armas de la casa de Juan Álvarez de Sotomayor.

Desde 1595, la casa que preside la plaza por el lado sur era el matadero de la ciudad y se conocía como la Casa del Macelo. En 1888 se convirtió en la Fábrica de la Luz y fue muy reformada en los siglos XX y XXI. Actualmente se llama Casa de la Luz y desde su última reforma en 2010 es la sede de Turismo de Pontevedra. La casa tiene tres grandes arcadas acristaladas en la planta baja que dan a la plaza y un balcón en la parte superior con tres puertas.
En el lado oeste de la plaza, la primera casa, en el número 5, es la del arcediano del Salnés, Juan Fernández de Sotomayor. En el siglo siglo XVIII fue propiedad del marqués de Astariz. Posteriormente fue la casa de los Hermanos Maristas. Conserva dos grandes arcos apuntados en los laterales de los soportales de la planta baja y un pequeño ventanal gótico apuntado con ajimez y un pequeño rosetón en la fachada sur del primer piso, restaurado en 1975. En la fachada que da a la plaza, la casa tiene un escudo de armas perteneciente al marqués de Astáriz entre las puertas balconeras. Tras su renovación, el edificio se destinó a alojamiento turístico.
En lo alto de la plaza, en el lado este, se encuentra la farmacia de Enrique Eiras Puig, de 1872. En su techo hay una imponente pintura de una mujer semidesnuda acompañada de un grupo de ángeles y motivos florales, en la que se lee Ars cum natura ad salutem conspirans (El arte que trabaja con la naturaleza para la salud).

## La plaza en la cultura popular
En la farmacia Eiras Puig se rodó una escena de la serie de televisión española Los gozos y las sombras, protagonizada por Eusebio Poncela.
En el lado oeste de la plaza, en los bajos de la casa de Juan Fernández de Sotomayor, se encuentra el bar de tapas Os Maristas, reabierto en julio de 2021.

## Galería de imágenes

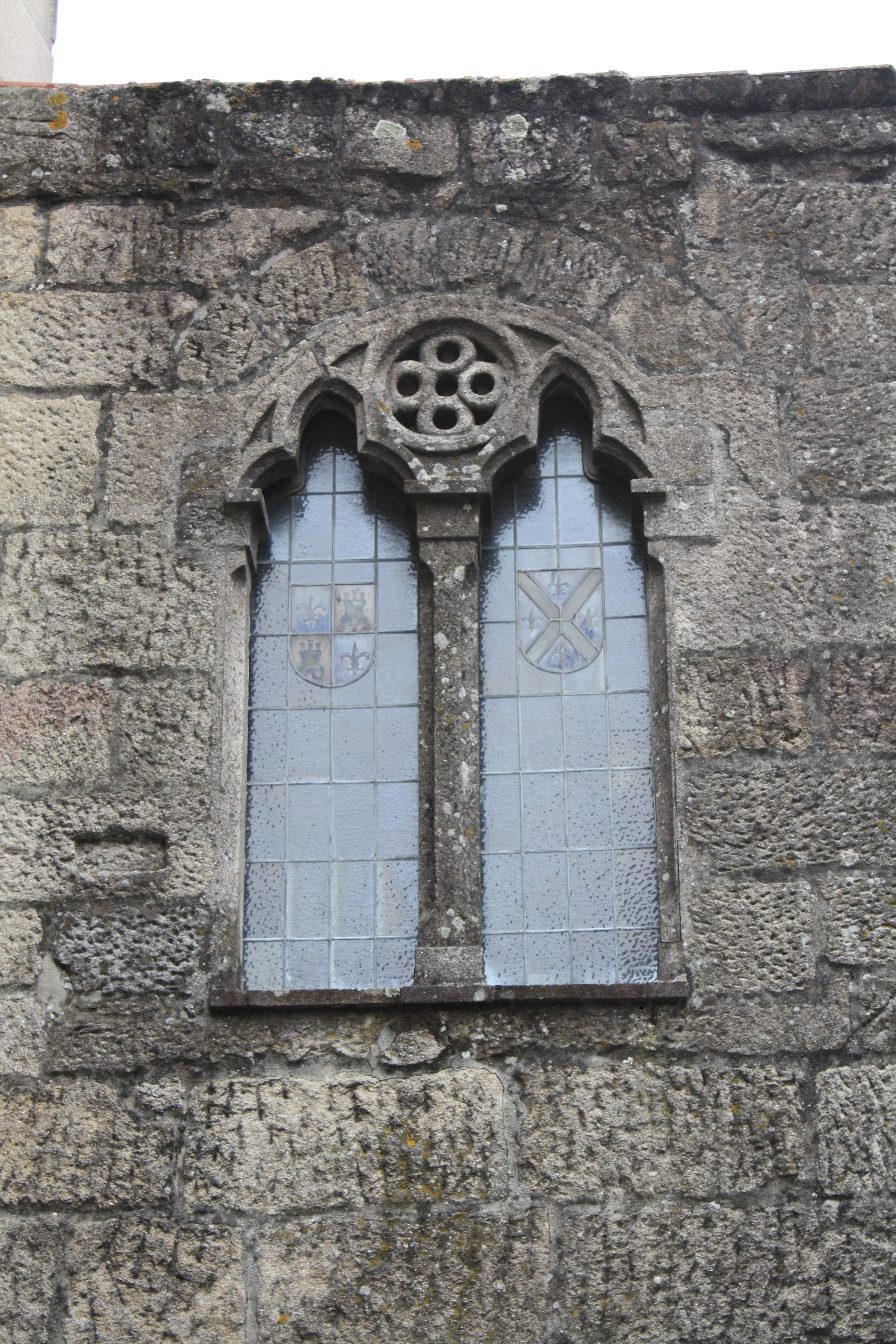
Ventana gótica con arco apuntado de la casa de Juan Álvarez de Sotomayor
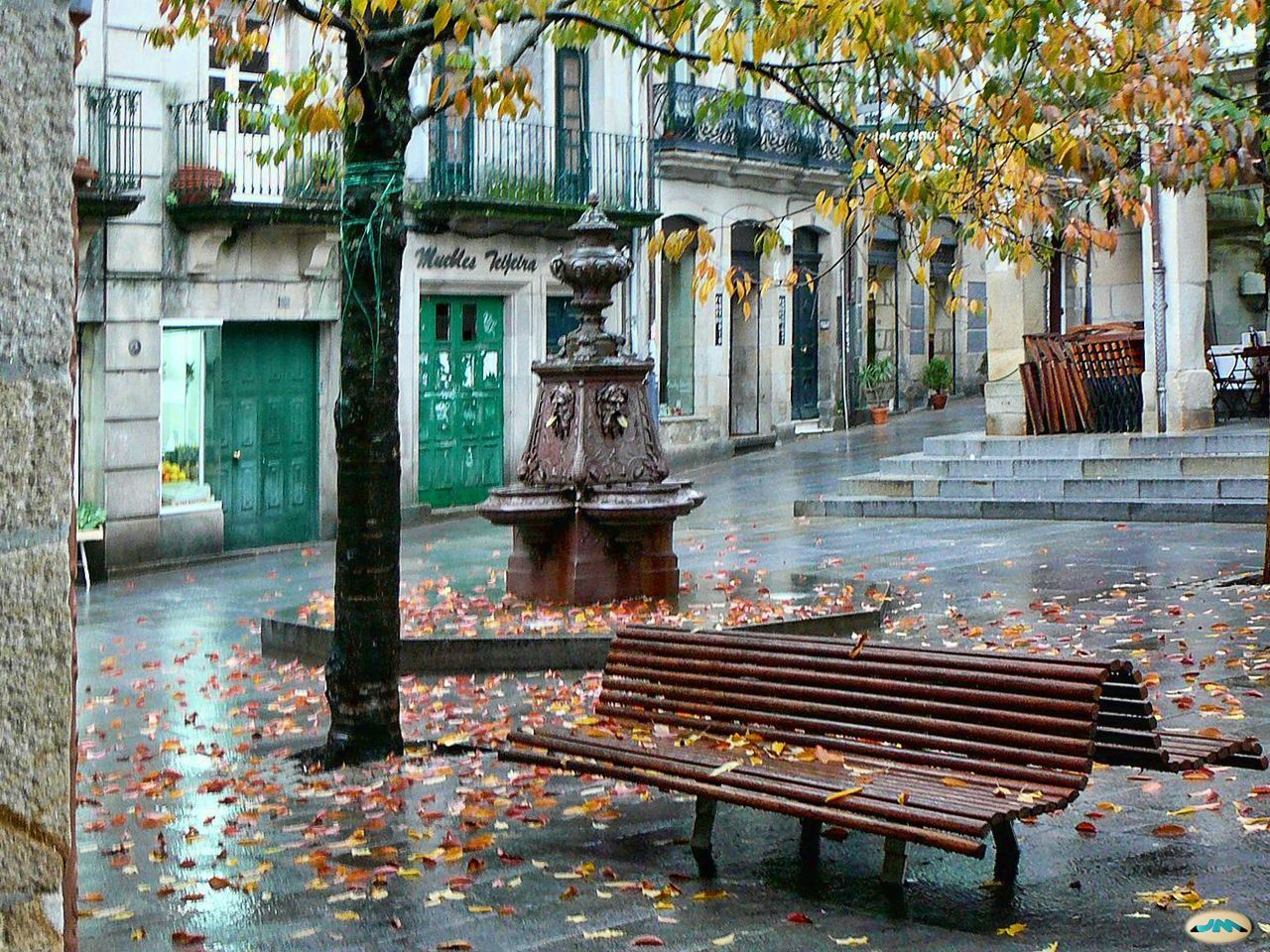
Bancos en la plaza
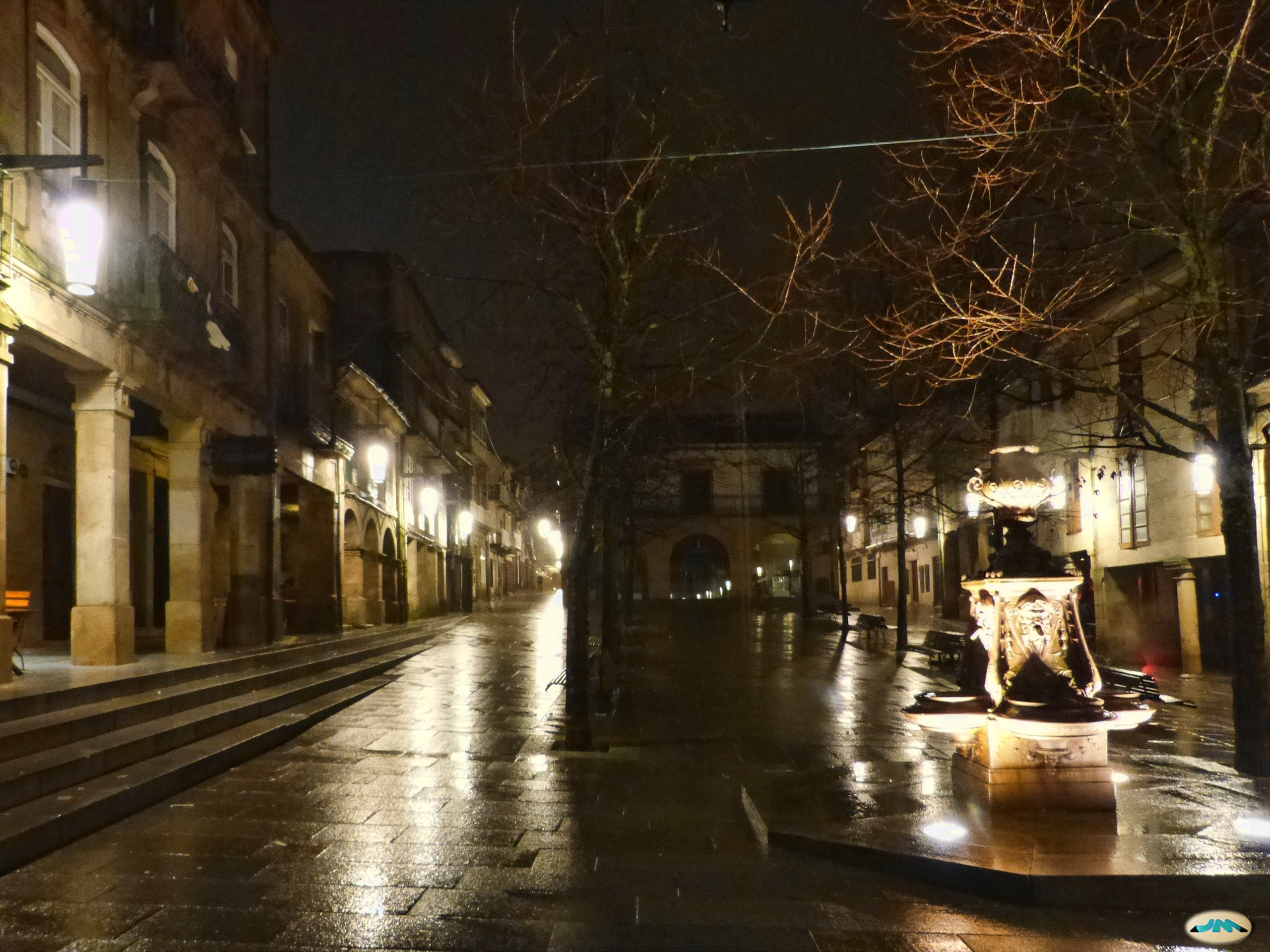
La plaza de noche
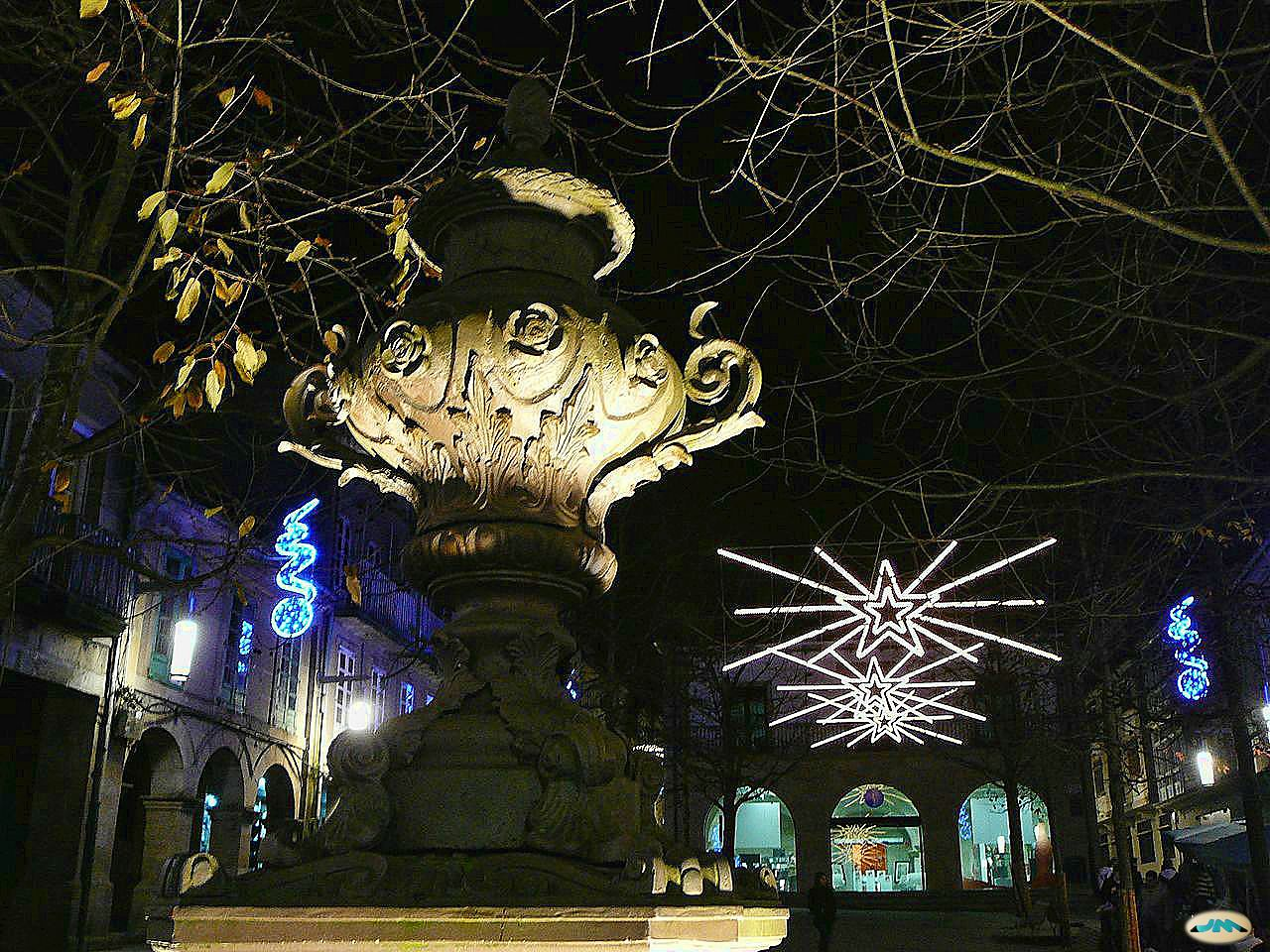
La plaza en Navidad
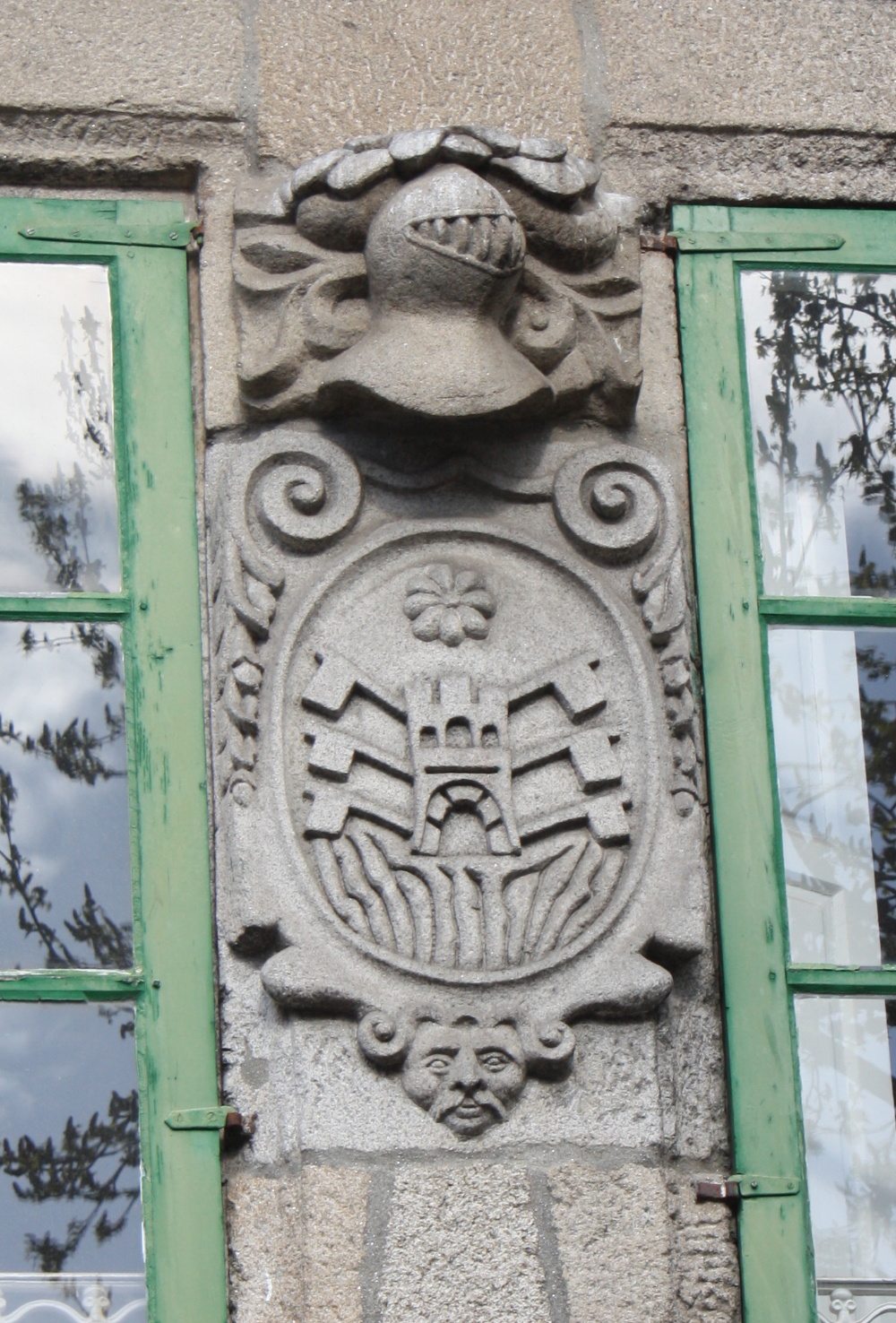
Escudo de armas de la casa de Juan Álvarez de Sotomayor
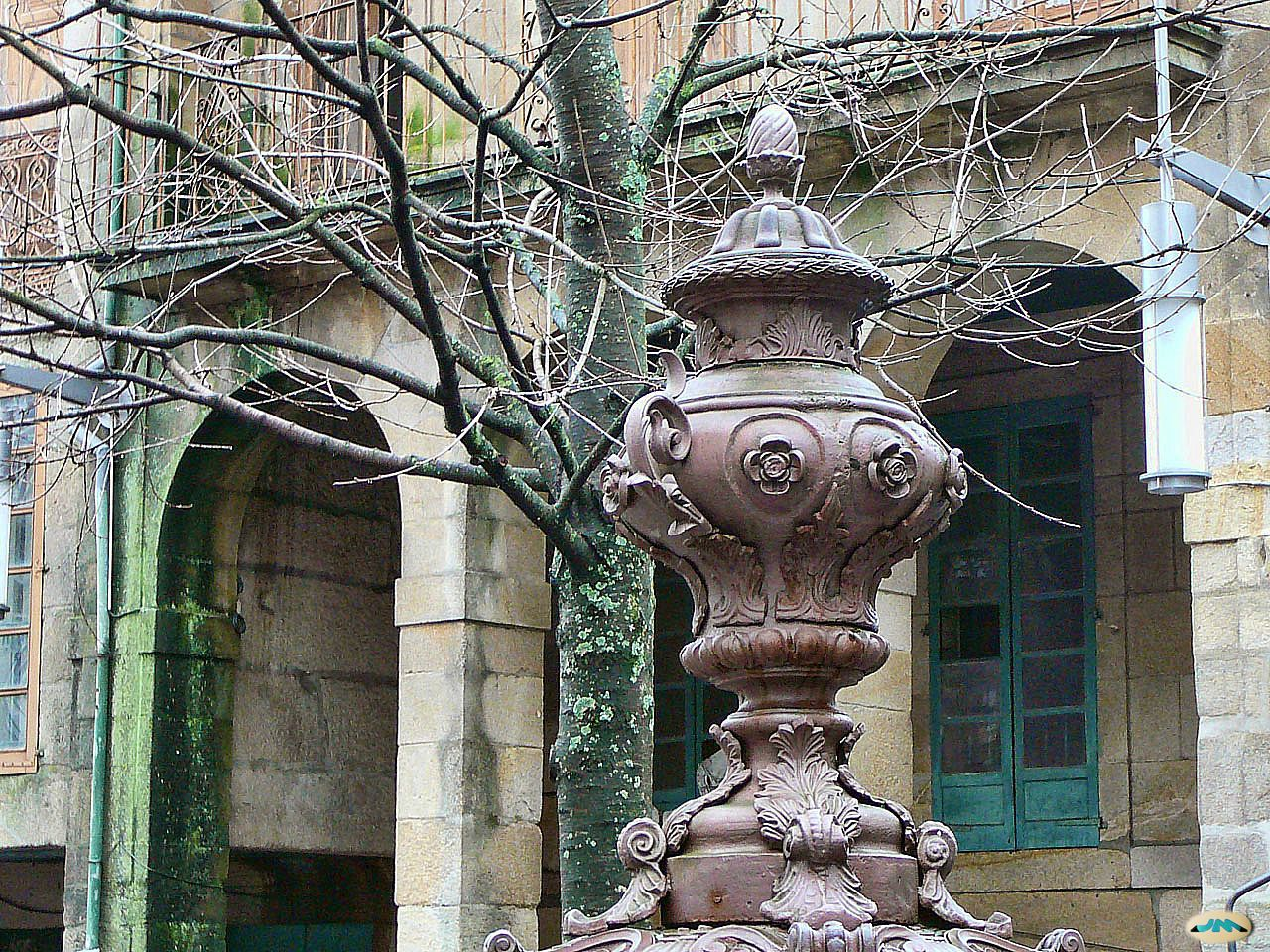
Parte superior de la fuente de hierro fundido de 1887
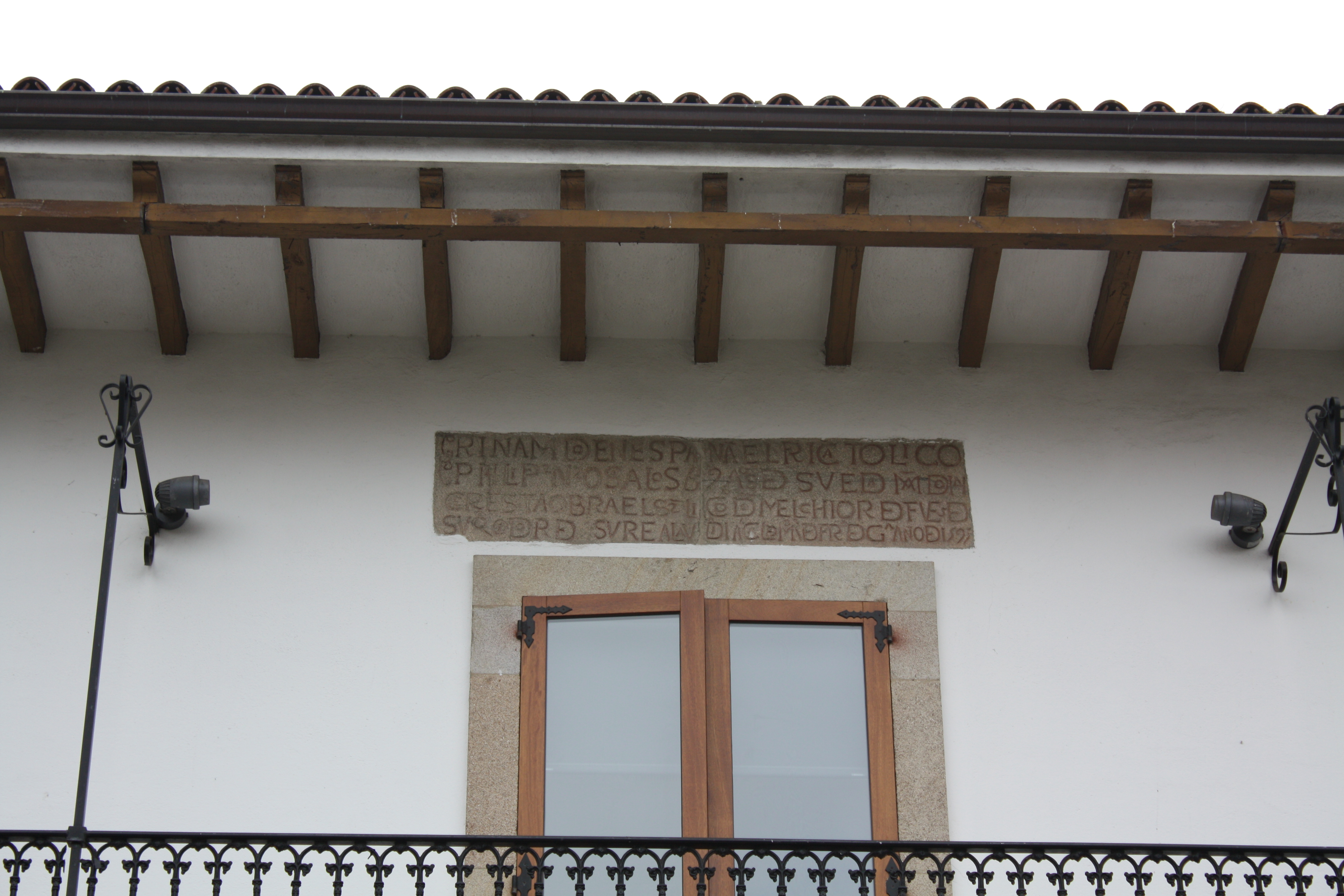
Inscripción en la fachada de la Casa de la Luz
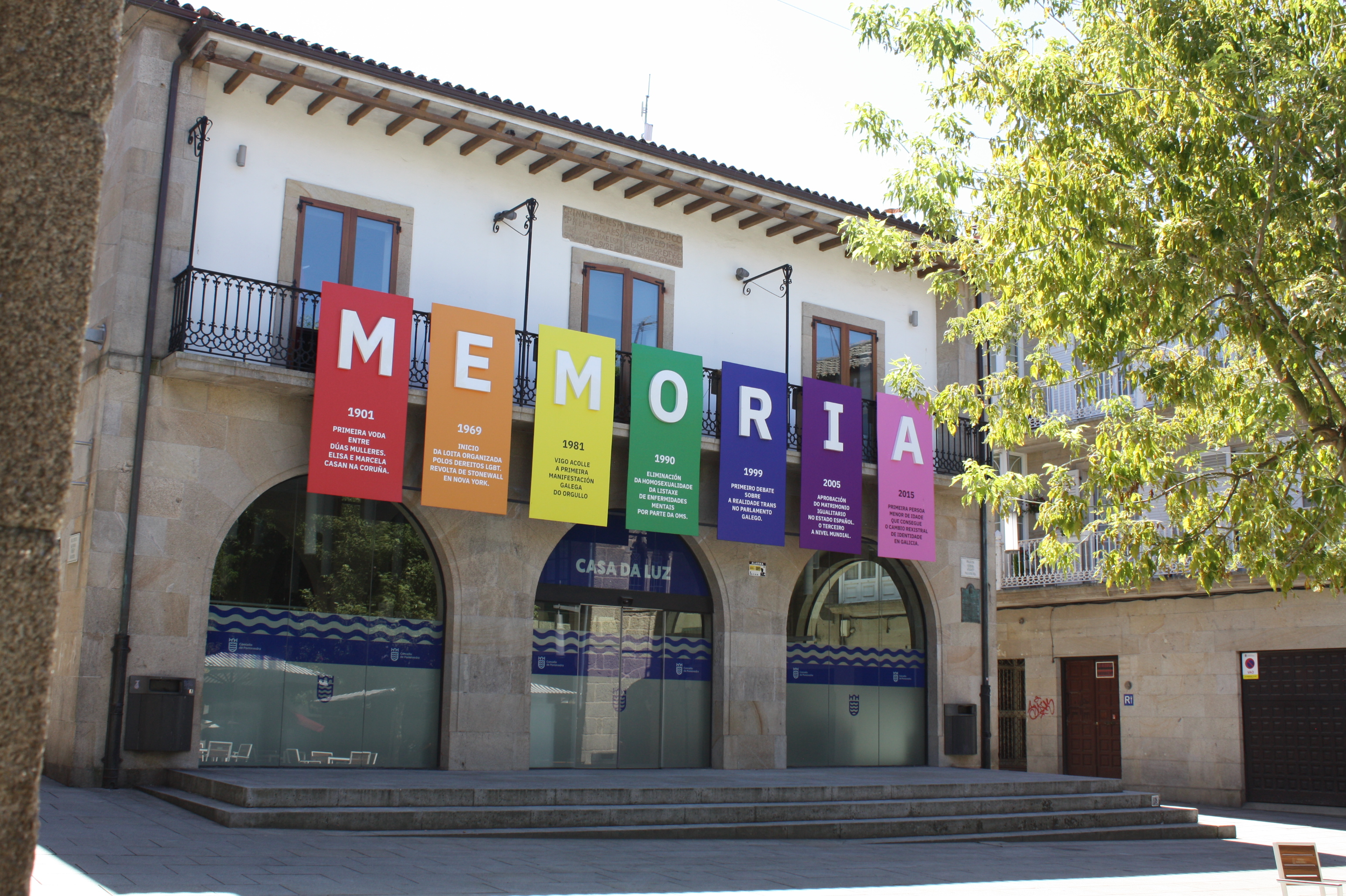
Casa de la Luz